# Walsheim
Walsheim település Németországban, Rajna-vidék-Pfalz tartományban. Lakosainak száma 628 fő (2023. december 31.).

## Népesség
A település népességének változása:
| Lakosok száma | 494  | 572  | 582  | 618  | 619  | 628  |
|               | 1975 | 2017 | 2019 | 2021 | 2022 | 2023 |